# Хлопчик з яблуком
«Хло́пчик з я́блуком» (англ. Boy with Apple) — картина британського художника Майкла Тейлора, написана 2012 року. Портрет, створений як реквізит для фільму «Готель „Ґранд Будапешт“» режисера Веса Андерсона за узгоджену частину касових зборів, відіграє разом зі своєю вигаданою передісторією значну роль у сюжеті стрічки.

## Опис
Портрет являє собою молодика, вбраного в одежу епохи Відродження, який тримає в руках зелене яблуко. На картині присутній підпис вигаданого автора Йоганнеса ван Гойтля молодшого та напис лат. unicus filius ducati undecimi — у перекладі єдиний син одинадцятого герцога; також двічі нанесена дата: римськими та арабськими цифрами. Для портрету позував актор Ед Манро.

## Історія
Для свого фільму «Готель „Гранд Будапешт“» режисер Вес Андерсон потребував псевдоренесансовий портрет, що мав нагадувати типове зображення європейського мистецтва, тому він зв‘язався з англійським художником Майклом Тейлором, що погодився намалювати картину. Андерсон сам доклав свій внесок у картину: зокрема, він зазначив, що картина має бути схожа на роботи Ганса Гольбейна молодшого та старшого, Аньйоло Бронзіно, Лукаса Кранаха старшого та деяких фламандських і нідерландських майстрів. Значна увага була також присвячена передісторії картини: у фільмі її написав 1627 року Йоганнес ван Гойтль молодший, а її стиль описаний як «чеський маньєризм, габсбурзький Високий Ренесанс, будапештський неогуманізм». Оскільки у стрічці передбачувалося носіння картини персонажами під рукою, то художник Майкл Тейлор був змушений писати на меншому полотні, ніж він робив до цього.
Після успішного релізу фільму «Готель „Гранд Будапешт“» картина також була дуже схвально сприйнята критиками. Критик The Guardian у галузі мистецтва виклав ґрунтовний аналіз картини, наголошуючи на тому, що «„Хлопчик з яблуком“ — це справді безцінний локальний жарт у царині історії мистецтва».

## Покликання
- Стаття про «Хлопчика з яблуком» на сайті Майкла Тейлора (англ.)